# Koufonissi

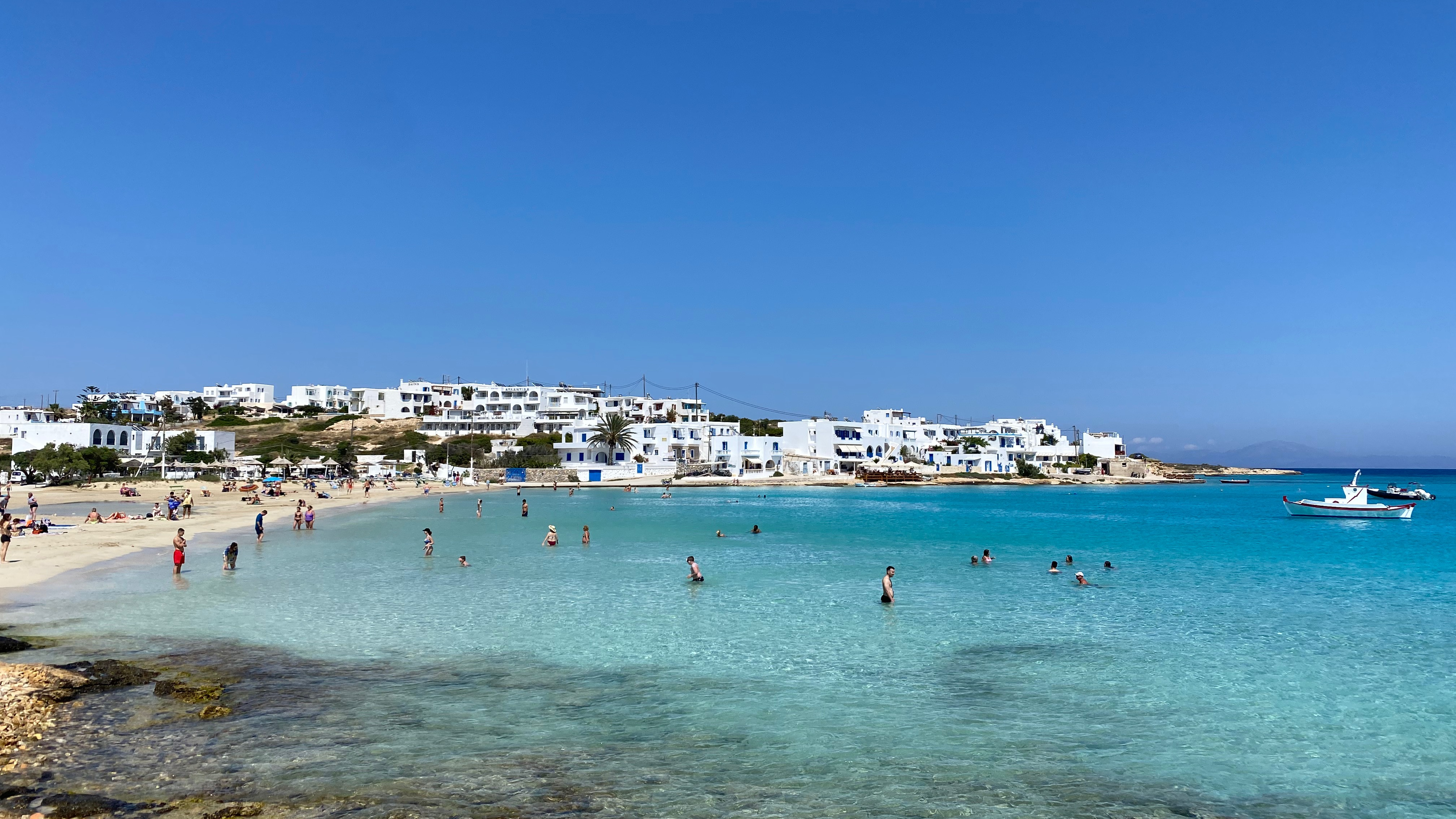

Koufonissi (kan också skrivas Koufonisi, Koufonissia eller Koufonisia) är en av öarna i Småkykladerna i den grekiska arkipelagen. Koufonissi är det vardagliga namnet på den norra av de båda grannöarna Koufonissia, Pano Koufonissi, eller Ano Koufonissi är det fullständiga namnet på ön och grannön heter Kato Koufonissi. Öarna skiljs åt av ett ca 200 m brett sund.
Koufonissi ligger mellan de större öarna Naxos, Amorgos och Keros. De övriga Småcykladerna är Iraklia, Nísos Schoinoússa och Donoussa.
De tidigare fristående kommunerna i Småkykladerna slogs i en reform 2011 ihop med Naxos till kommunen "Naxos och Småcykladerna".
På ön bor ca 375 personer året runt, och Koufonissi är den ö i Småkykladerna som har störst befolkning. De huvudsakliga näringsgrenarna är turism och fiske.